# 沙斯旺·再伦
沙斯旺·再伦 （1989年11月13日—）是出生于玻璃市的马来西亚足球运动员，场上司职边锋。目前效力马来西亚超级足球联赛俱乐部雪兰莪。

## 俱乐部生涯

### 早年
沙斯旺·再伦出生于玻璃市的加央，搬到吉隆坡后进入武吉加里尔体育学校开始接受足球训练。

### 职业初期
2009年他与玻璃市签下合约，正式展开他的职业生涯。2010末离开玻璃市，与费尔达联签下一年合约。2011年赛季结束后沙斯旺·再伦并没有与费尔斯联签约，同年12月他与柔佛签下合约，将会参加马来西亚超级足球联赛。但在一年后选择返回费尔斯联。

### 吉打
2013年4月，在费尔达联无法获得足够出场机会后，沙斯旺·再伦以租借的方式加入吉打。2014正式转会加入吉打，2014年1月24日，在对阵玻璃市中的比赛他首次代表俱乐部首发，该比赛以4比1战胜对手，并打进一个进球。于2015年帮助球队获胜马来西亚首要足球联赛冠军，升级至2016年马来西亚超级足球联赛。在2016年10月30日随着队伍获得2016年马来西亚杯冠军，这是他获得首个的顶级赛事冠军。
2017年1月20日在马来西亚慈善盾对阵柔佛DT正赛1比1，进入点球大战，最终吉打以5比4获胜，这是沙斯旺·再伦职业生涯中的第三个冠军。在不到到半年后，吉打打进2017年马来西亚足总杯总决赛，决赛对手为彭亨，在比赛他成功协助队友打进一球取得助攻，最终吉打以3比2战胜彭亨，获得足总杯冠军。

### 雪兰莪
2018年11月7日，沙斯旺·再伦宣布成功与雪兰莪达成转会协议，将在来临的转会期加入雪兰莪。

## 荣誉

### 吉打
- 马来西亚首要足球联赛（1次）：2015年
- 马来西亚杯（1次）：2016年
- 马来西亚慈善盾（1次）：2017年
- 马来西亚足总杯（1次）：2017年